# Alfred Klietsch
Heinrich Joseph Alfred Klietsch (* 23. Oktober 1827 in Hainhaus; † 8. Februar 1901 in Wiesbaden) war Kreisrat des Kreises Büdingen.

## Familie
Seine Eltern waren der fürstlich-löwensteinische Oberförster Melchior Klietsch und dessen Frau Katharina, geborene Zengel.
Alfred Klietsch heiratete Babette Herter. Aus der Ehe stammte Franz Klietsch (* 1867), später Oberamtsrichter.

## Karriere
Alfred Klietsch studierte Rechtswissenschaft an der Universität Gießen. Sein Berufseinstieg war die Stelle eines Regierungsakzessisten. Ab 1865 war er Assessor bei verschiedenen Kreisverwaltungen im Großherzogtum Hessen, zunächst in Bingen, ab 1871 in Worms und ab 1872 beim Kreis Mainz und der damit eng verwobenen Direktion der Provinz Rheinhessen in Mainz. Ab 1874 arbeitete er beim Kreis Friedberg, bevor er 1877 zum Kreisrat in Büdingen ernannt wurde. 1898 trat er in den Ruhestand.

## Ehrungen
- 1886 Ritterkreuz I. Klasse des Verdienstordens Philipps des Großmütigen[1]
- 1893 Geheimer Regierungsrat[1]
- 1897 Krone zum Ritterkreuz I. Klasse des Verdienstordens Philipps des Großmütigen[1]
- 1898 Komturkreuz II. Klasse des Verdienstordens Philipps des Großmütigen[1]